# Дебърски младежки батальон
Дебърският младежки батальон „Назми Рушити“ е комунистическа партизанска единица във Вардарска Македония, участвала във въоръжената комунистическа съпротива във Вардарска Македония по време на Втората световна война.
Създаден е на 6 октомври 1943 година в град Дебър. Малко преди това на 15 септември 1943 година е формиран привременен щаб, в който се съставя списък на 90 младежи, от които 60 албанци и 30 от Македония (87 мъже и три жени). Преди създаването за командир на батальона е избран Никола Макеларски, а политически комисар Лютви Руси. След като се създава батальона получава нов команден състав, както следва Демир Гаши за командир, Джемал Аголи за политически комисар, Никола Макеларски за заместник-командир и Джафер Кодра за заместник-политически комисар. На 25 октомври 1943 година батальона е наречен на името на Назми Рушити. В края на октомври 1943 година батальона се отправя към Кичево. При село Ботун третата му чета, съставена от партизани от Македония се отправя към Дебърца. На 1 ноември 1943 година останалите албански чети и групата албански и македонски батальони. Отделилата се чета води битки и обезопасява Ботунски Теснец заедно с Народоосвободителен партизански отряд Славей. На 6 ноември 1943 година при село Ращани батальонът води битка с немски и балистки сили. След като достигат до село Другово първата и втората албанска чети се връщат в Дебър и участват в отбраната на града. На 11 ноември 1943 година третата чета, съставена от македонци влиза в състава на първа македонско-косовска ударна бригада.